# Stellidia ofella
Stellidia ofella är en fjärilsart som beskrevs av William Schaus 1914. Stellidia ofella ingår i släktet Stellidia och familjen nattflyn. Inga underarter finns listade i Catalogue of Life.